# Olympische Sommerspiele 1988/Teilnehmer (Dänemark)
| Gelbes Symbol für Goldmedaillen mit stilisierten Olympischen Ringen | Graues Symbol für Silbermedaillen mit stilisierten Olympischen Ringen | Braundes Symbol für Bronzemedaillen mit stilisierten Olympischen Ringen |
| ------------------------------------------------------------------- | --------------------------------------------------------------------- | ----------------------------------------------------------------------- |
| 2                                                                   | 1                                                                     | 1                                                                       |

Dänemark nahm an den Olympischen Sommerspielen 1988 in Seoul, Südkorea, mit einer Delegation von 78 (57 Männer und 21 Frauen) teil.

## Medaillengewinner

### Gold
| Name(n)                                   | Sportart | Wettkampf       |
| ----------------------------------------- | -------- | --------------- |
| Dan Frost                                 | Radsport | Punktefahren    |
| Christian Grønborg & Jørgen Bojsen-Møller | Segeln   | Flying Dutchman |

### Silber
| Name          | Sportart  | Wettkampf               |
| ------------- | --------- | ----------------------- |
| Benny Nielsen | Schwimmen | 200 Meter Schmetterling |

### Bronze
| Namen                                     | Sportart | Wettkampf |
| ----------------------------------------- | -------- | --------- |
| Jesper Bank, Jan Mathiasen & Steen Secher | Segeln   | Soling    |

## Teilnehmer nach Sportarten

### Bogenschießen
- Henrik Kromann Toft
Einzel: 23. Platz
Mannschaft: 11. Platz

- Jan Jacobsen
Einzel: 25. Platz
Mannschaft: 11. Platz

- Ole Nielsen
Einzel: 56. Platz
Mannschaft: 11. Platz

### Boxen
- Johnny Bredahl Johansen
Fliegengewicht: 33. Platz

- Søren Søndergaard
Halbweltergewicht: 32. Platz

- Johnny de Lima
Halbmittelgewicht: 17. Platz

- Niels Madsen
Halbschwergewicht: 9. Platz

- Claus Børge Nielsen
Schwergewicht: 17. Platz

### Gewichtheben
- Per Larsen
Mittelschwergewicht: 16. Platz

- Frank Juul Strømbo
2. Schwergewicht: 10. Platz

### Judo
- Tommy Mortensen
Halbleichtgewicht: 11. Platz

### Kanu
- Christian Frederiksen
Zweier-Canadier, 500 Meter: 8. Platz
Zweier-Canadier, 1000 Meter: 4. Platz

- Arne Nielsson
Zweier-Canadier, 500 Meter: 8. Platz
Zweier-Canadier, 1000 Meter: 4. Platz

- Yvonne Knudsen
Frauen, Einer-Kajak, 500 Meter: 5. Platz
Frauen, Vierer-Kajak, 500 Meter: 7. Platz

- Jeanette Knudsen
Frauen, Zweier-Kajak, 500 Meter: Halbfinale
Frauen, Vierer-Kajak, 500 Meter: 7. Platz

- Birgitte Froberg
Frauen, Zweier-Kajak, 500 Meter: Halbfinale
Frauen, Vierer-Kajak, 500 Meter: 7. Platz

- Susanne Sanggaard Petersen
Frauen, Vierer-Kajak, 500 Meter: 7. Platz

### Leichtathletik
- Mogens Guldberg
1500 Meter: Halbfinale

- Henrik Jørgensen
Marathon: 22. Platz

- Erik Jensen
110 Meter Hürden: Viertelfinale

- Lars Warming
Zehnkampf: 19. Platz

- Lene Demsitz
Frauen, Weitsprung: 12. Platz

### Moderner Fünfkampf
- Tue Hellstern
Einzel: 27. Platz

### Radsport
- Tommy Nielsen
Straßenrennen, Einzel: 71. Platz

- Peter Meinert Nielsen
Straßenrennen, Einzel: 74. Platz

- Kenneth Røpke
1000 Meter Einzelzeitfahren: 4. Platz

- Peter Clausen
4000 Meter Einzelverfolgung: 6. Platz
4000 Meter Mannschaftsverfolgung: 8. Platz

- Dan Frost
4000 Meter Mannschaftsverfolgung: 8. Platz
Punktefahren: Gold

- Jimmi Madsen
4000 Meter Mannschaftsverfolgung: 8. Platz

- Lars Olsen
4000 Meter Mannschaftsverfolgung: 8. Platz

- Ken Frost
4000 Meter Mannschaftsverfolgung: 8. Platz

- Karina Skibby
Frauen, Straßenrennen, Einzel: 42. Platz

### Reiten
- Nils Haagensen
Dressurreiten, Einzel: 18. Platz
Dressurreiten, Mannschaft: 9. Platz

- Morten Thomsen
Dressurreiten, Einzel: 26. Platz
Dressurreiten, Mannschaft: 9. Platz

- Anne Grethe Jensen
Dressurreiten, Einzel: 27. Platz
Dressurreiten, Mannschaft: 9. Platz

- Anne van Olst
Dressurreiten, Einzel: 42. Platz
Dressurreiten, Mannschaft: 9. Platz

### Rhythmische Sportgymnastik
- Malene Franzen
Einzel: 34. Platz in der Qualifikation

### Rudern
- Per Rasmussen
Doppelzweier: 6. Platz

- Bjarne Eltang
Doppelzweier: 6. Platz

- Inger Pors Olsen
Frauen, Einer: 6. Platz

### Schießen
- Hubert Foidl
Luftpistole: 23. Platz
Freie Pistole: 43. Platz

- Klavs Jørn Christensen
Luftgewehr: 28. Platz
Kleinkaliber, Dreistellungskampf: 4. Platz
Kleinkaliber, liegend: 15. Platz

- Jørgen Herlufsen
Kleinkaliber, Dreistellungskampf: 42. Platz
Kleinkaliber, liegend: 36. Platz

- Peter Aagaard Jensen
Trap: 30. Platz

- Ole Riber Rasmussen
Skeet: 27. Platz

- Karsten Krogner
Skeet: 44. Platz

### Schwimmen
- Vagn Høgholm
50 Meter Freistil: 20. Platz
4 × 100 Meter Freistil: 10. Platz

- Peter Rohde
50 Meter Freistil: 26. Platz
100 Meter Freistil: 25. Platz
4 × 100 Meter Freistil: 10. Platz
4 × 400 Meter Freistil: 11. Platz

- Franz Mortensen
100 Meter Freistil: 13. Platz
200 Meter Freistil: 13. Platz
4 × 100 Meter Freistil: 10. Platz
4 × 400 Meter Freistil: 11. Platz
4 × 100 Meter Lagen: 14. Platz

- Jan Larsen
200 Meter Freistil: 31. Platz
4 × 400 Meter Freistil: 11. Platz
200 Meter Schmetterling: 23. Platz

- Claus Christensen
400 Meter Freistil: 31. Platz
4 × 400 Meter Freistil: 11. Platz

- Benny Nielsen
4 × 100 Meter Freistil: 10. Platz
100 Meter Schmetterling: 11. Platz
200 Meter Schmetterling: Silber 
4 × 100 Meter Lagen: 14. Platz

- Lars Sørensen
100 Meter Rücken: 21. Platz
200 Meter Rücken: 26. Platz
100 Meter Brust: 48. Platz
4 × 100 Meter Lagen: 14. Platz

- Christian Toft
200 Meter Brust: Vorläufe
4 × 100 Meter Lagen: 14. Platz

- Gitta Jensen
Frauen, 50 Meter Freistil: 20. Platz
Frauen, 100 Meter Freistil: 13. Platz
Frauen, 4 × 100 Meter Freistil: 8. Platz
Frauen, 4 × 100 Meter Lagen: Vorläufe

- Pia Sørensen
Frauen, 100 Meter Freistil: 26. Platz
Frauen, 4 × 100 Meter Freistil: 8. Platz
Frauen, 200 Meter Brust: 25. Platz
Frauen, 4 × 100 Meter Lagen: Vorläufe

- Mette Jacobsen
Frauen, 200 Meter Freistil: 11. Platz
Frauen, 4 × 100 Meter Freistil: 8. Platz
Frauen, 200 Meter Schmetterling: 13. Platz
Frauen, 4 × 100 Meter Lagen: Vorläufe

- Annette Moldrup Jørgensen
Frauen, 200 Meter Freistil: 24. Platz
Frauen, 4 × 100 Meter Freistil: 8. Platz
Frauen, 4 × 100 Meter Lagen: Vorläufe

- Eva Mortensen
Frauen, 400 Meter Freistil: 20. Platz
Frauen, 800 Meter Freistil: 22. Platz

- Pernille Jensen
Frauen, 400 Meter Freistil: 26. Platz
Frauen, 800 Meter Freistil: 18. Platz

- Annette Poulsen
Frauen, 200 Meter Lagen: 20. Platz
Frauen, 400 Meter Lagen: 15. Platz

### Segeln
- Hans Natorp
470er: 21. Platz

- Paul Natorp
470er: 21. Platz

- Lasse Hjortnæs
Finn-Dinghy: 5. Platz

- Anders Geert Jensen
Star: 11. Platz

- Mogens Just Mikkelsen
Star: 11. Platz

- Trine Elvstrøm-Myralf
Tornado: 15. Platz

- Paul Elvstrøm
Tornado: 15. Platz

- Jan Mathiasen
Soling: Bronze

- Jesper Bank
Soling: Bronze

- Steen Secher
Soling: Bronze

- Christian Grønborg
Flying Dutchman: Gold

- Jørgen Bojsen-Møller
Flying Dutchman: Gold

- Lone Sørensen
Frauen, 470er: 14. Platz

- Mette Munch
Frauen, 470er: 14. Platz

### Tennis
- Morten Christensen
Einzel: 33. Platz
Doppel: 5. Platz

- Michael Tauson
Einzel: 33. Platz
Doppel: 5. Platz

- Tine Scheuer-Larsen
Frauen, Einzel: 9. Platz